# Itzik Manger

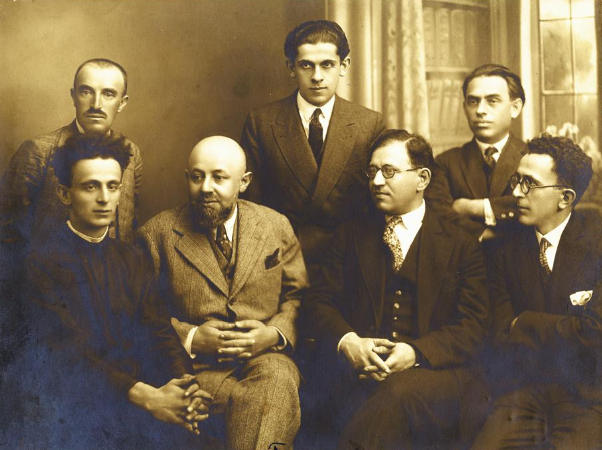
Itzik Manger (links unten, 1928)

Itzik Manger (jiddisch איציק מאַנגער, geboren 30. Mai 1901 in Czernowitz, Österreich-Ungarn; gestorben 21. Februar 1969 in Gedera, Israel) war ein jüdischer Schriftsteller, der in jiddischer Sprache schrieb und vortrug.

## Leben
Itzik Manger wuchs in einer armen Schneiderfamilie in Czernowitz und Jassy auf und erlernte das Handwerk eines Schneiders. 1921 veröffentlichte er in Rumänien erste Gedichte. Nachdem er seinen Militärdienst in der rumänischen Armee abgeleistet hatte, arbeitete Manger für die auf Anregung von Elieser Steinbarg entstandene Jiddische Kulturföderation in Rumänien. Er war viel auf Reisen und hielt vor Jugendlichen Vorträge zur kulturellen Bildung. Seine Gedichte aus jener Zeit erschienen im Selbstverlag Hefker (jiddisch hefker „herrenlos“, „vogelfrei“).
1929 kam er nach Warschau, damals ein Mittelpunkt jiddischer Kultur und Literatur, wo sein Talent und seine unverwechselbare Stimme schnell Anerkennung fanden. Manger gilt als der „Prinz der jiddischen Ballade“. „Er erfand und verfeinerte eine Form der Lyrik, die komplexe modernistische Strukturen volkstümlich einkleidete“, urteilte etwa Susanne Klingenstein über ihn. Seine Gedichte erschienen in den wichtigsten jiddischen literarischen Zeitschriften in Warschau, New York, Berlin, Czernowitz und Bukarest. Nebst Lyrik verfasste er literarische Feuilletons für verschiedene Organe der jiddischen Presse in Polen. Ab 1929 erschienen mehrere Gedichtbände, literarische Essays, Übersetzungen und ein Roman. Er bereiste Polen, Litauen, Rumänien, Deutschland und Frankreich, wo er als Dichter auftrat und Vorträge zu literarischen Themen hielt. 1935 erschien in Warschau der Gedichtband Chumesch-lider („Fünfbuch-Lieder“), ein Zyklus von Gedichten zu biblischen Stoffen aus den Fünf Büchern Moses.
Er gelangte in den 1930er Jahren zu Berühmtheit, wurde 1938 aus Warschau ausgewiesen, landete ohne Papiere in Paris, flüchtete vor den Nazis nach Marseille und gelangte über Umwege 1941 schließlich nach England. Dort im Exil fehlte Manger das Publikum, ohne das sein Werk nicht existieren kann. Auch erfuhr er dort vom Tod seines geliebten Bruders Notte. Diese Nachricht hat Manger in seinem Werk verarbeitet. 1951 lud man ihn nach Kanada und New York ein, wo er vor einem begeisterten Publikum auftrat. Es gelang ihm, in den USA zu bleiben. Viele Auftritte und Veröffentlichungen folgten (1963 Auftritt vor der American Poetry Society und Leivik-Preis). 1958 besuchte er erstmals Israel, wo er als Held der jiddischen Literatur gefeiert wurde. Begraben wurde er auf dem Nachalat-Jitzchaq-Friedhof in Givʿatajim.

## Das dichterische Werk und dessen Rezeption

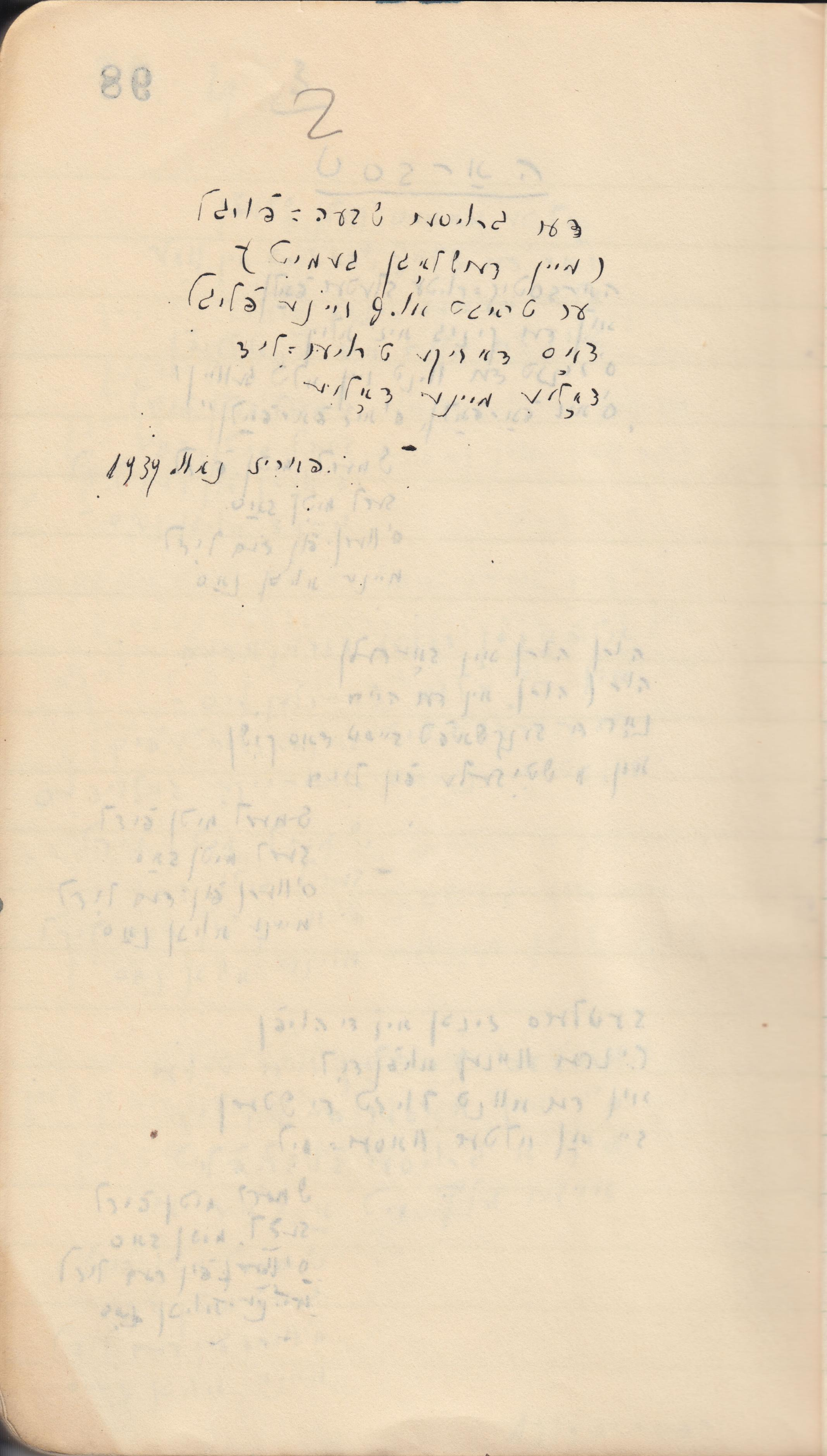
Manuskriptseite

Itzik Manger beschreibt in seinen Gedichten und Balladen die Welt des osteuropäischen, nicht assimilierten Judentums, die mit der Vernichtung im Holocaust von 1938/1941 bis 1945 untergegangen ist. Sein Werk gilt in der Forschung sehr häufig als volkstümlich, und dadurch gab es lange Zeit wenig literaturwissenschaftliches Material über ihn. Er ist, gegen die Zeitströmung, der traditionellen jiddischen Literatur treu geblieben, und dadurch sind viele seiner Gedichte im Volksmund als Lieder erhalten.
Außerhalb des jiddischen Sprachraumes wurde Itzik Manger wenig wahrgenommen. Alfred Margul-Sperber übersetzte 1932 erstmals einige Balladen ins Deutsche, ebenso Rose Ausländer. Mascha Kaléko übersetzte einige Gedichte aus Chumesch-lider und veröffentlichte sie in der Jüdischen Rundschau in Berlin.
Der rumänisch-jüdische Dramaturg und Theaterautor Israil Bercovici adaptierte eine Anthologie von Gedichten Mangers zu einem zweiaktigen Bühnenstück Mangheriada, das im April 1968 im Staatlichen Jüdischen Theater in Bukarest uraufgeführt wurde.

## Werke
- schtern ojfn Dach, Bukarest, 1929
- lamtern in wint, Warschau, 1933
- chumesch lider, Warschau, 1935
- megile lider, Warschau, 1936
- felker singen, Warschau, 1936
- demerung in schpigl, Warschau, 1937
- welwl ssbarsher schrajbt briw zu malkele der schejner, Warschau/Wien 1937
- noente geschtaltn, Warschau 1938
- die wunderleche lebenssbaschrajbung fun schmuel abe aberwo. doss buch fun gan-ejdn, Warschau, 1939
- wolkenss ibern dach, London, 1942
- hozmach-schpil, London, 1947
- der schnajder-geseln note manger singt, London, 1948
- medresch izik, Paris, 1951
- lid un balade, New York, 1952
- schtern in schtojb, New York, 1967

Übersetzungen ins Deutsche
- Das Buch vom Paradies (= doss buch fun gan-ejdn). Übersetzt und eingeleitet von Salcia Landmann. Kossodo, Genf 1963. Weitere Ausgaben bei: Deutscher Taschenbuchverlag 1965, Volk und Welt, Berlin 1971 und 1982 (mit Illustrationen von Marianne Schäfer), Limes 1978; zuletzt: Jüdischer Verlag, Berlin 2018 ISBN 978-3-633-24178-1

Sammlungen
- Itzik Manger [Poesiealbum 205]. Ausgewählt und übertragen von Hubert Witt. Verlag Neues Leben, Berlin 1984
- Ich, der Troubadour. Lieder, Balladen und Prosa. Aus dem Jiddischen von Andrej Jendrusch, Alfred Margul-Sperber und Hubert Witt. Edition Dodo, Berlin 1999, ISBN 3-934351-00-X
- Der Prinz der jiddischen Ballade. Gedichte. Aus dem Jiddischen von Rose Ausländer, Alfred Margul-Sperber, Selma Meerbaum-Eisinger und Alfred Kittner. Herausgegeben und mit einem Essay von Helmut Braun. Rimbaud Verlag, Aachen 2012, ISBN 978-3-89086-445-7
- Dunkelgold. Gedichte. Jiddisch und Deutsch. Herausgegeben, aus dem Jiddischen übersetzt und mit einem Nachwort versehen von Efrat Gal-Ed. Jüdischer Verlag, Frankfurt 2004; rev. und erg. Neuaufl. Berlin 2016 ISBN 978-3-633-24106-4
Jiddisch: איציק מאַנגער, טונקל־גאָלד, לידער, ייִדיש און דײַטש, צונויפֿגעשטעלט, איבערגעזעצט און מיט אַ נאָכװאָרט פֿאַרזאָרגט פֿון אפֿרת גל־עד, מיט טראַנסקריפּציע, מיט בילדער און מיט צעדע, ייִדישער פֿאַרלאַג אינעם זורקאַמפּ פֿאַרלאַג

Weiteres
- Karsten Troyke: Leg den Kopf auf meine Knie, CD mit Texten von Selma Meerbaum-Eisinger, Itzik Manger und Abraham Sutzkever und Melodien von Karsten Troyke
- Helmut Braun (Hrsg.): „My dear Roisele!“ Itzig Manger – Elieser Steinbarg. Jiddische Dichter der Bukowina. Illustrator Arthur Kolnik. Schriftenreihe der Rose Ausländer-Gesellschaft, 6. Üxheim 1996 ISBN 978-3-86575-255-0[4]